# أندريا دوسينا
 أندريا دوسينا (بالإيطالية: Andrea Dossena)‏، من مواليد 11 سبتمبر 1981 في لودي في إيطاليا ، لاعب كرة قدم إيطالي سابق ومدرب حالي.
بدأ مسيرته الكروية مع نادي هيلاس فيرونا ثم تنقل بين نادي تريفيزو ونادي أودينيزي ، و شارك مع أودينيزي في 63 مباراة و سجل 2 هدف ، و منذ عام 2008 و هو يلعب مع نادي ليفربول الإنجليزي.
وقد بدأ باللعب مع منتخب إيطاليا لكرة القدم في عام 2007.

## مسيرته الكروية
لعب أندريا دوسينا خلال مسيرته الاحترافية مع 9 أندية في سبعة عشر موسمًا وسجل خلالها 10 أهداف ضمن 336 مباراة. حيث فاز في موسم واحد بالكأس ولم يفز بأي دوري.
خاض أندريا دوسينا مسيرته مع نادي هيلاس فيرونا في موسم 2001–02 ليلعب معه أربعة مواسم، مشاركًا في 99 مباراة سجل خلالها 3 أهداف. ثم انتقل إلى نادي تريفيزو في موسم 2005–06 لمدة موسم واحد، حيث شارك في 21 مباراة ولم يسجل أي هدف. لينتقل بعدها إلى نادي أودينيزي في موسم 2006–07 ولمدة موسمين، مشاركًا في 63 مباراة سجل خلالها هدفين. ثم انتقل إلى نادي ليفربول في موسم 2008–09 ولمدة موسمين، مشاركًا في 18 مباراة سجل خلالها هدفًا واحدًا. هذا وانتقل لاحقًا إلى نادي نابولي في موسم 2009–10 ليلعب معه أربعة مواسم، مشاركًا في 83 مباراة سجل خلالها 3 أهداف. ثم انتقل بعدها إلى نادي باليرمو في موسم 2012–13 لمدة موسم واحد، مشاركًا في 11 مباراة ولم يسجل أي هدف. ليعود وينتقل من جديد، لكن هذه المرة إلى نادي سندرلاند في موسم 2013–14 لمدة موسم واحد، مشاركًا في 7 مباريات ولم يسجل أي هدف أيضًا. لينتقل بعدها إلى نادي ليتون أورينت في موسم 2014–15 لمدة موسم واحد، مشاركًا في 15 مباراة سجل خلالها هدفًا واحدًا. ثم لعب في نادي كياسو في موسم 2015–16 لمدة موسم واحد، مشاركًا في 19 مباراة ولم يسجل أي هدف.

## روابط خارجية
- أندريا دوسينا على موقع الاتحاد الدولي (مؤرشف)  (الإنجليزية)
- أندريا دوسينا على موقع الاتحاد الأوربي (الإنجليزية)
- أندريا دوسينا على موقع إي إس بي إن إف سي (الإنجليزية)
- أندريا دوسينا على موقع قاعدة بيانات كرة القدم.إي يو (الإنجليزية)
- أندريا دوسينا على موقع ناشيونال فوتبول تيمز (الإنجليزية)
- أندريا دوسينا على موقع Soccerbase.com (لاعب) (الإنجليزية)
- أندريا دوسينا على موقع Soccerway.com (الإنجليزية)
- أندريا دوسينا على موقع عالم كرة القدم.نت (الإنجليزية)
- أندريا دوسينا على موقع كووورة
- أندريا دوسينا على موقع AS.com (الإسبانية)